# Windows时钟
Windows 時鐘（英語：Windows Clock，在Pocket PC 2000上稱為時鐘和鬧鐘，在Windows 8.1上稱為鬧鐘，在2022年7月以前的Windows 10上稱為鬧鐘和時鐘）是一款適用於Microsoft Windows的時間管理應用程式，具有五大項功能——鬧鐘、世界時鐘、計時器、碼錶和專注工作階段，這些功能皆列在側邊欄上。該應用程式在功能和設計上與IOS的時鐘應用程式相似。2000年代，微軟的移動操作系統上就有鬧鐘和時鐘程序，並後來把它引入Windows 8.1。鬧鐘、計時器和碼錶的瓷磚可以放在開始功能表上。該應用程式的最新版本使用通用Windows平台API，並採用了Windows UI主題（深色或淺色）。Windows 時鐘與Windows工具欄的時鐘不同，因為後者自1995年以來一直是Windows的一部分。

## 功能

### 鬧鐘
鬧鐘按一天中的時間垂直排列，可以用一個卵形的開/關開關來開啟或關閉，並且透過點擊列表按鈕和使用控制鍵（帶或不帶shift鍵）來選擇或刪除鬧鐘。
鬧鐘可以透過加號按鈕來創建，並且編輯它們的時間、名稱、星期、鈴聲和延遲時間。當前的鈴聲列表按所列順序為鐘聲、木琴、同步選取、點選、叮叮噹、轉換、遞減、退回、回應、遞增。
鬧鐘發出通知的功能類似於一種特殊的烤麵包機，但由於硬件的限制，鬧鐘不能總是出現在某些關機的設備上，因此設備中必須要有InstantGo才能讓鬧鐘可以在關機的電腦上發出音效。在Windows 10創意者更新之前，鬧鐘和時鐘（當時的名稱）是唯一可以使鬧鐘通知在安靜時間也能發出音效的應用程式，但在Windows 10 1704版之後運行的鬧鐘也會默認在安靜時間響起。

### 世界時鐘
世界時鐘可以檢測用戶的位置，並在世界地圖上顯示用戶所在地的時間。用戶可以搜索其他地點並且在地圖上顯示該地點的時間，當顯示其他時間時，世界時鐘功能會計算出其他時間比用戶本地的時間領先或落後多少。也可以比較有著同樣的時間但不同的地區。當介面在縮小的時候，時間會顯示在地圖下方的垂直列表中，而不是在地圖上。
如果用戶只想在介面中有一個容易看到的時鐘，可以按⊞ Win+R進入執行框後輸入「timedate.cpl」。

### 計時器
計時器就像鬧鐘一樣可以透過點擊底部的加號按鈕來創建、命名、重置和刪除，但是前者在運作的時候不能編輯。
計時器可以同時運行多個，縮小後會隱藏其他計時器和功能區，並放大顯示的時間，並且能透過「個人化」設定色彩更改界面顏色其縮放按鈕，有箭頭的按鈕可以切換計時器。
計時器在結束時會發出通知，但它們無法從通知中重置。

### 碼錶
碼錶一次只能運行一個。有旗子的按鈕能夠記錄單圈時間，分享按鈕能讓用戶與其他通用Windows平台的應用程式共用時間。碼錶與計時器類似，他們都有一個調整大小的按鈕，調整後可以隱藏圈值來簡化界面，也一樣可以用「個人化」設定色彩來更改界面顏色。

### 專注工作階段
「專注工作階段」功能原先在Windows 11中可用，之後再把11.2205.23.0的版本移植到Windows 10。它旨在幫助用戶專注於他們擁有的任何工作，還有一個每日進度器，可查看專注工作階段的消息和進度，並且還放入了Spotify和Microsoft To Do。